# Qobustan (Rayon)
Der Rayon Qobustan ist ein aserbaidschanischer Verwaltungsbezirk mit dem Hauptort Qobustan (bis 2008 Mərəzə, nicht zu verwechseln mit der zu Baku gehörenden Siedlung Qobustan). Als Landschaftsbezeichnung umfasst Qobustan auch das südöstlich an den Bezirk grenzende Gebiet.

## Geografie
Der Rayon hat eine Fläche von 1369,4 km². Die Region ist bergig, es gibt Vorkommen von Erdöl, Erdgas und Baustoffen. Im Rayon liegen mehrere Mineralquellen.

## Geschichte
Von 1930 bis 1943 und 1960 bis 1990 war das Gebiet des Bezirks Qobustan Teil des Bezirks Şamaxı.

## Bevölkerung
Der Bezirk hat 47.900 Einwohner (Stand: 2021). 2009 betrug die Einwohnerzahl 40.000, die sich auf 35 Siedlungen verteilen.

## Wirtschaft
Die Region ist landwirtschaftlich geprägt. Es werden vor allem Getreide und Wein angebaut sowie Viehzucht betrieben.

## Sehenswürdigkeiten

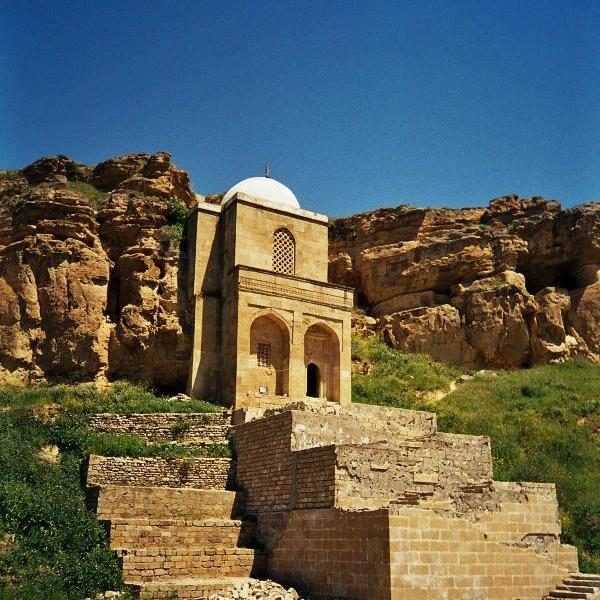
Diri-Baba-Mausoleum

Bei Qobustan befindet sich das Mausoleum des sufistischen Mystikers Diri Baba („lebendiger Großvater“) aus dem Jahre 1402. Es gibt zudem noch mehrere weitere Mausoleen und Kultstätten des Islam und älterer Religionen.